# RTL Group
El RTL Group (en català: grup RTL) és la companyia de televisió, ràdio i la productora més gran d'Europa. El seu accionista principal és el conglomerat alemany Bertelsmann, que posseeix 43 televisions i 32 emisores de ràdio en 10 països. Opera canals de televisió i radioemissores a Alemanya, França, Bèlgica, los Països Baixos, Regne Unit, Austràlia, Luxemburg, Espanya, Grècia, Hongria, Sèrbia, Croàcia a més de diverses productores als EUA.

## Estacions de Televisió
Les televisions llistades a continuació contenen accions de RTL (indicades entra parèntesis).
- Bèlgica

RTL-TVI (66%)
Club RTL (66%)
Plug RTL (66%)
RTL-TVI HD (66%)
Club RTL HD (66%)
Plug RTL HD (66%)
Radio Contact Vision (44,2%, pay-TV)
Bel RTL Vision (44,2%, pay-TV)
- Croàcia

RTL Televizija (90%)
RTL2 (90%)
RTL Kockica (90%)
RTL Living (90%)
RTL Crime (90%)
RTL Passion (90%)
- França

M6 (48,55%)
W9 (48,55%)
6ter (48,55%)
M6 Boutique & Co (100%)
M6 Music (100%)
Paris Première (48,55%)
RTL 9 (35%)
Série Club (24,3%)
Téva (100%)
Girondins TV
M6 HD (48,55%)
W9 HD (48,55%)
6ter HD (48,55%)
M6 Music HD (100%)
Paris Première HD (48,55%)
RTL 9 HD (35%)
Série Club HD (24,3%)
Téva HD (100%)
- Alemanya

RTL Television (100%)
RTL II (35,9%)
Super RTL (50%)
RTL Nitro (100%)
Vox (99,7%)
n-tv (100%)
Passion (50%, pay-TV)
RTL Crime (100%, pay-TV)
RTL Living (100%, pay-TV)
Geo Television (100%)
RTL Television HD (100%)
RTL II HD (35,9%)
Super RTL HD (50%)
RTL Nitro HD (100%)
Vox HD (99,7%)
n-tv HD (100%)
Passion HD (50%, pay-TV)
RTL Crime HD (100%, pay-TV)
RTL Living HD (100%, pay-TV)
Geo Television HD (100%)
- Grècia

Alpha TV (66,6%)
Cosmos TV (66,6%)
- Hongria

RTL Klub (49%)
RTL II (49%)
RTL+ (49%)
Cool TV (49%)
Film+ (49%)
Film+2 (49%)
Muzsika TV (49%)
Sorozat+ (49%)
RTL Klub HD (49%)
- Luxemburg

RTL Télé Lëtzebuerg (100%)
RTL Zwee (100%)
- Països Baixos

RTL Nederland (abans coneguda com Holland Media Groep o HMG, i fins al 1995 com a RTL 4 SA)
RTL 4 (100%) (comença al 1989 com RTL Veronique, reanomenada RTL 4 al 1990)
RTL 5 (100%)
RTL 7 (abans coneguda com Yorin) (100%)
RTL 8 (antes conocida como Tien) (100%)
RTL Z
RTL Lounge (pay-TV)
RTL Crime (pay-TV)
RTL Telekids (pay-TV)
- Rússia

REN TV (30%)
Russkiy Illusion
Illusion Plus
Zoopark
Detskiy
- Espanya

Antena 3 (20,5%)
La Sexta (20,5%)
Neox (20,5%)
Nova (20,5%)
Mega (20,5%)
Antena 3 HD
La Sexta HD

## Radioemissores
Les radioemissores llistades a continuació contenen accions de RTL (indicades entra parèntesis).
- França

RTL (100%)
RTL 2 (100%)
Fun Radio (100%)
- Alemanya

104.6 RTL (100%)
RTL Radio (100%)
Antenne Bayern (16%)
Radio Hamburg (29,17%)
Radio NRW (16,96%)
Radio 21 (17,3%)
Big FM (7,74%)
Radio Regenbogen (15,75%)
Radio Dresden (31,9%)
Radio Leipzig (31,9%)
Radio Chemnitz (31,9%)
Radio Lausitz (31,9%)
Radio Zwickau (31,9%)
Vogtland Radio (31,9%)
Hit radio RTL (30,5%)
Antenne Mecklenburg-Vorpommern (19,7%)
Radio Brocken (53,5%)
89.0 RTL (53,5%)
Antenne Thüringen (15%)
Radio Ton (2%)
BB Radio (unknown)
105'5 Spreeradio (33,8%)
Radio Top 40 (unknown)
Oldie 95 (4,78%)
Rock Antenne (16%)
- Grècia

Alpha Radio (66,6%)
Palmos 96.5 fm (66,6%)
- Luxemburg

RTL Radio Lëtzebuerg (100%)
RTL Radio (francés) (100%)
RTL Radio (alemán) (100%)
- Països Baixos

- Bélgica

Bel RTL (44,2%)
Radio Contact (Bélgica) (44,2%)
Contact RnB (44,2%)
Mint (44,2%)
- Espanya

Onda Cero (18,6%)
Europa FM (18,6%)
Melodía FM (18,6%)
Fun Radio España (50%)
- Romania

Romantic FM (~15%)
News FM (~15%)
Metropol FM (~15%)
Radio Contact (1990-2003, ara: Kiss FM)
- Moldàvia

Radio Contact (1998-2003, ara: Kiss FM, Chisinau branch)
- Bulgària

Radio Contact (1999-2002, ara: Radio 1 (Bulgària))